# سیسیل مانوروهانتا
سیسیل مانوروهانتا (انگلیسی: Cécile Manorohanta؛ سیاست‌مدار اهل ماداگاسکار است. وی از ۱۸ دسامبر ۲۰۰۹ تا ۲۰ دسامبر ۲۰۰۹ نخست‌وزیر موقت ماداگاسکار بود.